# Myrmeleon brasiliensis
Myrmeleon brasiliensis är en insektsart som först beskrevs av Navás 1914.  Myrmeleon brasiliensis ingår i släktet Myrmeleon och familjen myrlejonsländor. Inga underarter finns listade i Catalogue of Life.